# Nanoválvula

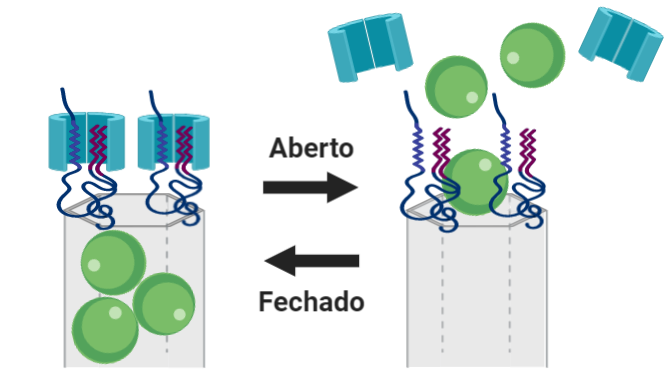
Esquema ilustrativo de uma nanoválvula em sistema fechado e sistema aberto. No sistema fechado, as moléculas permanecem confinadas dentro do poro. Quando a nanoválvula é aberta, há liberação do seu conteúdo para o meio externo.

Nanoválvulas são máquinas moleculares que simulam o funcionamento de uma válvula. Enquanto válvulas controlam o fluxo de fluidos na escala macroscópica, as nanoválvulas regulam o fluxo de moléculas na escala nanoscópica. Pela capacidade de direcionar moléculas a diferentes meios e tecidos, elas apresentam potencial aplicação na liberação controlada de fármacos e enzimas.
Elas são construídas a partir de moléculas capazes de realizar atividades semelhantes a movimentos mecânicos. Essa dinâmica é possível devido à conformação estrutural que elas apresentam. Uma nanoválvula, geralmente, é feita de um componente molecular que funciona como invólucro e outro que atua como um suporte para este. 
Com os dois componentes associados, tem-se o bloqueio do fluxo de moléculas. A dissociação, a qual pode ser obtida através da mudança de conformação desses componentes, induzida por um estímulo externo, permite o fluxo. 

## Síntese
A síntese de uma nanoválvula foi primeiramente descrita em 2004 por Raquel Hernandez, Hsian-Rong Tseng, Jason W. Wong, J. Fraser Stoddart e Jeffrey I. Zink. Eles publicaram o trabalho no Journal of the American Chemical Society (JACS) sob o título An Operational Supramolecular Nanovalve (em português, Uma Nanoválvula Supramolecular Operacional). J. Fraser Stoddart, inclusive, é ganhador do prêmio Nobel de Química de 2016 pelo design e síntese de máquinas moleculares – em particular, pelo desenvolvimento de rotaxanos em 1991.
Nesse artigo, foi descrita a produção de nanoválvulas compostas por pseudorotaxanos anexadas a uma matriz de suporte de sílica mesoporosa. Moléculas luminescentes de Ir(ppy)3 foram confinadas dentro dos poros e um agente redutor externo foi utilizado para abrir as nanoválvulas. O processo de liberação foi avaliado por espectroscopia de fluorescência.
Segundo Tiia-Riikka Tero e Maija Nissinen, pseudorotaxanos são uma classe de rotaxanos em que a molécula linear interna carece de grupos volumosos nas extremidades. A ausência desses grupos permite a dissociação do rotaxano em seus dois componentes sem romper as ligações covalentes, dado que a presença desses grupos volumosos nas extremidades limita o ciclo de movimento do macrociclo em torno do halter.
Desse modo, pseudorotaxanos funcionam como portas, onde a associação dos seus dois componentes permite o confinamento de moléculas dentro de matrizes mesoporosas e a dissociação desses mesmos componentes permite a liberação das moléculas. Como a dissociação desses componentes é mediada por um estímulo externo ‒ por exemplo, pH, ligação competitiva, luz e balanço redox ‒, o fluxo e passagem de moléculas a partir de um reservatório nanoscópico torna-se controlado e regulado. Dessa maneira, cria-se uma nanoválvula.
Especialmente na medicina, a busca de uma válvula que possa ser aberta e fechada mediante a aplicação de estímulos externos para liberar uma molécula de interesse constitui uma necessidade fundamental para o desenvolvimento de um sistema eficaz de administração de drogas. Várias nanoválvulas foram propostas na literatura com diferentes graus de complexidade. Nesse artigo, publicado por Thoi D. Nguyen, Hsian-Rong Tseng, Paul C. Celestre, Amar H. Flood, Yi Liu, J. Fraser Stoddart, and Jeffrey I. Zink na PNAS em julho de 2005, foi descrita uma nanoválvula reversível, onde o elemento de controle móvel que foi usado para controlar o fluxo de moléculas é um rotaxano R4+ biestável e controlável por redox. Ele aprisiona e libera moléculas de um labirinto de passagens nanoscópicas em sílica, controlando a operação de moléculas de rotaxano biestáveis ativadas por redox amarradas às aberturas de nanoporos que saem de um reservatório em nanoescala.
Nanoválvulas foram inicialmente sintetizadas em soluções orgânicas. Contudo, essas soluções são extremamente tóxicas para organismos vivos. A fim de que as nanoválvulas apresentassem aplicação biológica, elas teriam de operar no meio fisiológico – no meio aquoso. Por isso, o desenvolvimento da primeira nanoválvula operante sob água e responsiva ao pH é um marco extremamente importante para a sua aplicabilidade. Enquanto nanoválvulas em soluções orgânicas apresentam entre seus componentes interações doador-aceptor e de hidrogênio, esta foi sintetizada a partir de uma interação íon-dipolo.
Foi demonstrado uma maneira simples e eficaz de transporte de massa através de um nanoporo através do uso de superfícies inteligentes sensíveis à pH. O sistema utilizado foi baseado no uso de uma membrana de alumina revestida com uma superfície hidrofóbica inteligente. Essa superfície hidrofóbica era basicamente uma mistura de dois silanos, um aminado e um alifático, e tinha a propriedade de ser hidrofóbico em pH> 7, mas hidrofílico em pH <5.

## Aplicações
O maior potencial de aplicação das nanoválvulas é na liberação controladas de fármacos, enzimas e biomoléculas. Devido a essa capacidade,as nanoválvulas podem ser empregadas nas áreas de farmacologia, cosméticos, alimentícia e ambiental.
Nanoválvulas responsivas ao pH são promissoras, por exemplo, no tratamento contra o câncer. Sabe-se há bastante tempo que células cancerosas apresentam em seu microambiente pH diferente, mais ácido, em relação às células sadias. Portanto, a liberação pelas nanoválvulas de quimioterápicos e fármacos sob estímulo do pH ácido dessas células aumentaria o direcionamento dessas moléculas ao alvo e, consequentemente, diminuiria efeitos colaterais sofridos pelos pacientes com câncer, além de aumentar a eficácia do tratamento.